# Бриџтон (Мејн)
Бриџтон (енгл. Bridgton) насељено је место без административног статуса у америчкој савезној држави Мејн.

## Демографија
По попису из 2010. године број становника је 2.071, што је 288 (-12,2%) становника мање него 2000. године.
| Група             | 2000.         | 2010.         |
| Белци             | 2.274 (96,4%) | 1.971 (95,2%) |
| Афроамериканци    | 18 (0,8%)     | 30 (1,4%)     |
| Азијати           | 8 (0,3%)      | 3 (0,1%)      |
| Хиспаноамериканци | 24 (1,0%)     | 26 (1,3%)     |
| Укупно            | 2.359         | 2.071         |